# روثا برقاوية
الروثا البرقاوية (باللاتينية: Salsola cyrenaica) نوع نباتي يتبع جنس الروثا من الفصيلة القطيفية.

## الموئل والانتشار
موطنها منطقة برقة في ليبيا ووجدت أيضاً في تركيا.